# Advance Auto Parts
Advance Auto Parts, Inc. er en amerikansk forhandler af bildele, autoreservedele og biludstyr. De har 4.687 Advance butikker og 311 Worldpac butikker i USA og Canada. De servicerer også 1.318 uafhængigt ejede Carquest-butikker.